# Yukio Hatoyama
Yukio Hatoyama és un polític japonès membre de la cambra baixa de representants, elegit pel novè districte (corresponent a la prefectura de Hokkaido) i líder del Partit Demòcrata del Japó (PDJ). El 16 de setembre de 2009 fou investit com a 93 primer ministre del Japó en ésser el PDJ el partit guanyador de les eleccions generals celebrades el 30 d'agost del 2009, trencant així amb 54 anys de govern pràcticament ininterromput del Partit Liberal Demòcrata (PLD).

## Vida
Nascut a Tòquio començà la seva formació en un col·legi de primària per als fills de l'aristocràcia japonesa. Finalitzada l'educació primària Yukio cursà la secundària a l'escola superior Koishikawa de l'àrea metropolitana de Tòquio, on posteriorment es va graduar al departament de física aplicada de la universitat de Tòquio el 1969 i obtingué el doctorat en enginyeria industrial a la Universitat Stanford l'any 1976, on a més d'aconseguir el seu doctorat, va conèixer la seva dona Miyuki Hatoyama. Es varen casar l'any 1975, quan ella es divorcià del seu primer marit. D'aquesta relació va néixer el seu únic fill Kiichiro el qual actualment es dedica a la investigació a la Universitat Estatal de Moscou en el camp de l'enginyeria. L'any 1976 Yukio es converteix en professor ajudant a l'institut tecnològic de Tokio. L'any 1981 va passar a ser professor associat a la Universitat de Senshu, càrrec que exercí fins a l'any 1984.

## Família

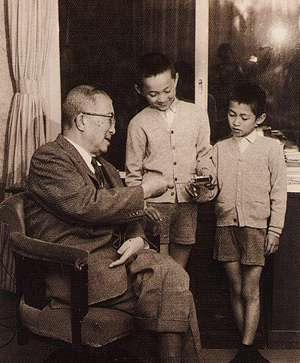
Ichirō Hatoyama i els seus dos nets, Yukio i Kunio

Yukio Hatoyama pertany a un llinatge de polítics i empresaris japonesos (Yukio i el seu germà Kunio formen la quarta generació de polítics dins de la família). La família Hatoyama ha estat denominada "la Família Kennedy japonesa".
El seu besavi patern Kazuo Hatoyama va ser president de la dieta japonesa entre els anys 1896 i 1897, durant l'Era Meiji. Posteriorment, el seu besavi va ser president de la Universitat Waseda (una universitat de gran prestigi on han estudiat molts dels presidents japonesos posteriors a la guerra).
La seva besàvia paterna Haruko Hatoyama fou la cofundadora del que avui en dia es coneix com la Universitat Femenina Kyōritsu.
El seu avi patern, Ichirõ Hatoyama, fou primer ministre del Japó durant els anys 1954-1955 com a candidat del Partit Liberal Demòcrata (PLD), a més de ser un dels fundadors de l'antic Partit Democràtic (PDJ), un dels dos partits que s'unificaren per crear el Partit Liberal Demòcrata Japonès, (aquest antic partit demòcrata no s'ha de confondre amb el que actualment existeix i al qual pertany Yukio Hatoyama).
Yukio és fill de Iichirō Hatoyama, el qual va arribar a ser ministre d'exteriors entre els anys 1976 i 1977, i de Yasuko Hatoyama, filla de Shōjiro Ishibashi, fundador de la corporació Bridgestone, d'aquí la gran fortuna de la família Hatoyama. Yasuko Hatoyama és coneguda com "La Padrina" dins el món polític japonès a causa de les seves grans i generoses contribucions financeres a les ambicions polítiques dels seus fills, Yukio i Kunio. En concret, Yasuko va donar milers de milions de yens quan Yukio y Kunio varen co-crear el PDJ el 1996 per ajudar l'incipient partit polític dels seus fills.
El germà petit de Yukio, Kunio Hatoyama, ha estat Ministre d'Interior i Comunicacions durant el mandat de Tarō Asō fins al 12 de juny de 2009, quan va dimitir per disputes amb Tarō Asō pel possible reemplaçament del president de la Japan Post Holdings. A més Kunio Hatoyama és membre de la unió de parlamentaris Japó-Korea.

## Carrera política
Hatoyama va començar la seva carrera política postulant-se com a candidat a diputat per l'antic districte número 4 de Hokkaido, escó que abans havia ocupat un amic del seu pare. Es va presentar per Hokkaido perquè la seva família tenia importants propietats a la zona. Yukio es presentava pel Partit Liberal Demòcrata (PLD) i va aconseguir guanyar les eleccions convertint-se en diputat l'any 1986.
L'any 1993 Yukio abandona el PLD per fundar el Nou Partit Sakigake juntament amb Naoto Kan, Masayoshi Takemura i Shuhei Tanaka. Tres anys després Hatoyama y Kan deixaren el Sakigake per unir-se al recentment creat Partit Democràtic (PDJ).
Entre setembre de 1999 i desembre de 2000, Hatoyama fou el president del PDJ i líder de l'oposició japonesa, fins que renuncià després d'assumir la responsabilitat per la confusió creada pels rumors sobre possible fusió amb el Partit Liberal d'Ichiro Ozawa. Més tard va ser secretari general del PDJ (segon càrrec més important dins el partit), fins a succeir a Ozawa com a líder quan aquest va renunciar l'11 de maig de 2009.
El 16 de maig de 2009 va ser elegit formalment president del Partit Demòcrata Japonès a unes eleccions internes on derrotà l'aspirant Katsuya Okada (vicepresident del partit), Hatoyama va obtenir 124 vots pels 95 d'Okada. Okada es convertí així en el secretari general del partit i Hatoyama assumí el repte de dirigir l'oposició cap a les següents eleccions nacionals.

### Programa polític eleccions del 2009
Hatoyama i el seu partit conscients que els problemes que més preocupen als japonesos son la crisi econòmica que a duit l'atur fins a una xifra record del 5,7% (la més alta des de la fi de la Segona Guerra Mundial) i el progressiu envelliment de la població amb la consegüent posada en perill del sistema de pensions (té una de les mitjanes d'edat més altes del planeta, amb una taxa de natalitat d'1,37 fills per dona, quan és necessària una taxa de 2,07 per mantenir la població). Han elaborat un programa electoral que gira al voltant d'un projecte reformista, que cerca, segons Hatoyama, la reducció de l'extens aparell burocràtic japonès, l'ajuda al sectors socials menys afavorits a través de la congelació d'impostos, així com l'atorgament d'ajudes i subsidis directes als treballadors del seu país. A més, ha promès ajudes econòmiques directes de 312.000 yens (2.300 €) anuals per fill i l'escolarització gratuïta fins a la universitat, així com millorar les pensions als ancians.
A més, Hatoyama vol plantejar una reforma de les seves relacions bilaterals amb els EUA, en lo que ha qualificat com la necessitat de desenvolupar una relació d'igual a igual amb el país nord-americà, i de passada millorar les relacions amb els seus veïns asiàtics, principalment Xina i Corea del Sud, recuperant el lideratge a Àsia perdut pel seguidisme que ha fet el Japó de les polítiques dels EUA.

### Victòria electoral 2009
A les eleccions generals celebrades el 30 d'agost de 2009 el Partit Demòcrata Japonès va obtenir una gran victòria que li assegura la majoria absoluta a la Cambra de Representants del Japó, per la qual cosa el seu líder i candidat Yukio Hatoyama es va convertir en primer ministre a mitjans de setembre. En concret, el Partit Demòcrata del Japó va obtenir en solitari 308 diputats, mentre que el seu màxim rival, el Partit Liberal Demòcrata en va obtenir 119 diputats; sumant el partit demòcrata i els altres partits de l'oposició aconseguiren 340 diputats pels 140 del Partit Liberal Demòcrata i el seu únic aliat, el Nou Kōmeitō.
En termes absoluts i percentuals de vot popular, el partit democràtic de Hatoyama va obtenir 33.475.334 vots populars que equivalen al 47,40% del sufragis a nivell nacional per circumscripcions uninominals, lo que li va donar 221 diputats uninominals; quant als sufragis per representació proporcional (al Japó la cambra de representants es tria amb un doble sistema, on la major part dels diputats son escollits de forma uninominal i una part minoritària però important per representació proporcional) el partit de Hatoyama va obtenir 29.844.799 vots populars, equivalents al 42,40% dels sufragis a la targeta del vot proporcional, lo que li donava 87 diputats per aquesta via. Els seus rivals del Partit Liberal Demòcrata varen obtenir 27.301.982 vots populars equivalents al 38,60% dels sufragis per via uninominal lo que suposen 64 diputats per aquesta via i 18.810.217 vots populars equivalents al 26,70% dels sufragis per llistes proporcionals, el que suposa 55 diputats per aquesta via. Si sumem els vots del partit demòcrata als dels seus aliats sumen el 50,60% dels vots uninominals y el 49,60% dels proporcionals; i sumant tots els vots a partits de l'oposició arriben al 59,90% dels vots uninominals y al 61,40% dels proporcionals. Per contra els partits del govern només sumaren el 39,70% dels vots uninominals i el 38,10% dels proporcionals.

### Primer ministre
El Partit Democràtic (PDJ) no va aconseguir la majoria a la Cambra de Consellers, i es va quedar poc per sota dels 320 escons (una majoria de dos terços) necessaris per anul·lar els vots negatius a la cambra alta. Hatoyama es va veure obligat a formar un govern de coalició amb el Partit Socialdemòcrata i el Nou Partit del Poble per obtenir la majoria.
Els desacords sobre el tema de la base aèria de Yokota van portar a la deposició de Mizuho Fukushima, la líder del SDP de del gabinet el 28 de maig i el partit va votar per abandonar la coalició de govern. Hatoyama va dimitir el 2 de juny de 2010 per no haver complert el compromís de tancar la base aèria de Yokota i el finançament irregular atribuït al seu entorn polític i millorar les opcions del seu partit en les eleccions a la cambra alta vuit mesos després de ser nomenat primer ministre prometent retallar la despesa, prendre el control de la política als buròcrates i donar als consumidors més diners per estimular la demanda interna, sent rellevat per Naoto Kan.